# دييغو ماتشادو
دييغو ماتشادو (بالبرتغالية: Diego Macedo Prado dos Santos‏) (8 مايو 1987 في أمريكانا في البرازيل – )؛ هو لاعب كرة قدم كان يلعب كلاعب وسط.

## وصلات خارجية
- دييغو ماتشادو على موقع رابطة كرة القدم اليابانية للمحترفين (اليابانية)
- دييغو ماتشادو على موقع قاعدة بيانات كرة القدم.إي يو (الإنجليزية)
- دييغو ماتشادو على موقع Soccerway.com (الإنجليزية)
- دييغو ماتشادو على موقع عالم كرة القدم.نت (الإنجليزية)